# San Medel (Salamanca)
San Medel es una localidad perteneciente al municipio de Puebla de San Medel, en la provincia de Salamanca, comunidad autónoma de Castilla y León, España.

## Demografía
En 2018 San Medel contaba con una población de 11 habitantes, de los cuales 7 eran varones y 4 mujeres (INE 2018).
| Gráfica de evolución demográfica de San Medel entre 2000 y 2018                          |
|                                                                                          |
| Fuente: Instituto Nacional de Estadística de España - Elaboración gráfica por Wikipedia. |

## Monumentos
- Iglesia de San Medel, de estilo románico, actualmente en estado de abandono.
- El Pilón, excavado en piedra.